# Dynamite (chanson d'Afrojack)
Pour les articles homonymes, voir Dynamite (homonymie).
Dynamite est une musique du DJ producteur allemand Afrojack, en collaboration avec le rappeur américain Snoop Dogg. Elle est sortie le 17 avril 2014, en tant que 3e musique de Forget the World (2014). Sortie sur Island records, "Dynamite" est la quatrième musique à être sortie depuis l'album après "As Your Friend" en collaboration avec Chris Brown, "The Spark" en collaboration avec Spree Wilson et "Ten Feet Tall" en collaboration avec Wrabel.

## Classements (Charts)
| Chart (2014)                                     | Peak position |
| ------------------------------------------------ | ------------- |
| Belgium Dance Bubbling Under (Ultratop Flanders) | 18            |
| Ukraine (FDR Music Charts)                       | 1             |